# 大金山岛
大金山岛是中国上海市南部的一个岩岛，面积0.229平方公里，位于杭州湾北部，距大陆金山嘴6.2公里，由上海警备区委托金山区山阳镇代为管理。大金山岛海拔最高处为103.70米，是上海自然陆地最高点。该岛与附近的小金山岛、浮山岛共同组成金山三岛海洋生态自然保护区。
大金山原为杭州湾北部的一个居民点和重要贸易港口，南朝梁天监年间置前京县，筑有城墙，隋朝时废除。五代后再次兴起为重要商港，亦是吴越的海防要地。大金山上有金山忠烈昭应庙，建于东吴，以霍光为捍海之神加以祭祀。南宋淳熙年间，杭州湾北岸崩塌，金山没入海中，仅余三座山峰露出海面，形成金山三岛。
1958年，中国人民解放军上海警备区曾派一连驻守于岛上，1978年军队撤离后，该岛成为无人岛。1989年，经过批准，上海生理研究所在岛上放养了大量猕猴，以作科研用猴之用。
30°41′30″N 121°25′15″E / 30.691721°N 121.420889°E